# Auk-klass
Auk-klassen, eller Catherine-klassen, var en klass av totalt 93 minsvepare som tjänstgjorde i Royal Navy och den amerikanska flottan under andra världskriget.

## Design och utveckling
Innan USA gick in i andra världskriget tillverkade dem två minsvepare av Raven-klass för testning och utvärdering. Utifrån erfarenheter från dessa två fartyg beslutades det att dieselelektriska motorer skulle fungera bättre att använda för att driva fartyget och minröjningsutrustningen, i stället för separata dieselmotorer med växellåda för att driva fartyget och dieselgeneratorer för att driva minröjningsutrustningen. Royal Navy beställde 32 av dessa minsvepare från USA, BAM-1-BAM-32. På grund av den extra utrustningen ökade deplacementet från 820 ton på Raven-klassen till 900 ton på det som kom att kallas Auk-klassen i USN och Catherine-klassen i RN.
Auk-klassen hade en längd på 67,39 meter, en bredd på 9,80 meter och ett djupgående på 3,28 meter. De hade en maximal hastighet på 18,1 knop (33,5 km/h). Fartygens bestyckning varierade. Alla var utrustade med en enda 7,6 cm kanon i fören, medan bestyckningen i aktern varierade mellan ytterligare en 7,6 cm kanon eller två Bofors 40 mm automatkanoner. Som standard hade Auk-klassen fyra 20 mm Oerlikonkanoner, men under krigets gång fick vissa fartyg upp till åtta stycken.
Fem tillverkare har levererade de dieselelektriska motorer som används i klassen. Dessa var Cleveland Diesel Engine Division of General Motors, Cooper Bessemer, Baldwin Locomotive Works, American Locomotive Company (ALCO) och Busch-Sulzer.
Tjugo av de 32 fartyg som ursprungligen beställts av Royal Navy levererades, och ytterligare två kom från USN-programmet. De fick "J" som nummerprefix. Av dessa tjugotvå fartyg sänktes tre i strid och 19 returnerades till USA efter kriget.
Elva minsvepare av Auk-klassen gick förlorade under andra världskriget, sex av dem på grund av fientliga styrkor, däribland USS Skill, som torpederades av U 593.

## Konstruktion
Fartygen byggdes på 11 olika varv, av 10 olika företag, i 9 olika stater.
- American Ship Building Company, Lorain, Ohio
- American Ship Building Company, Cleveland, Ohio
- Associated Shipbuilders, Puget Sound, Washington
- Defoe Shipbuilding Company, Bay City, Michigan
- General Engineering & Dry Dock Company, Alameda, California
- Gulf Shipbuilding, Madisonville, Louisiana
- John H. Mathis & Company, Camden, New Jersey
- Norfolk Navy Yard, Norfolk, Virginia
- Pennsylvania Shipyards, Inc., Beaumont, Texas
- Savannah Machine & Foundry, Savannah, Georgia
- Winslow Marine Railway and Shipbuilding Company, Puget Sound, Washington